# فهرست پیشنهادها برای صلح در خاورمیانه
این فهرست پیشنهادها برای صلح در خاورمیانه است که اغلب در عنوان صلح خاورمیانه مخفف می‌شود.

## آشتی دربحران مصر
- همه‌پرسی قانون‌اساسی مصر (۲۰۱۲)
- همه‌پرسی قانون اساسی مصر (۲۰۱۴)

## روند صلحجنگ داخلی سوریه
- طرح صلح اتحادیه عرب
  - مأموریت ناظران اتحادیه عرب (دسامبر ۲۰۱۱–ژانویه ۲۰۱۲)
- پیشنهاد قطعنامه روسیه دربارهٔ خیزش سوریه
- طرح صلح کوفی عنان برای سوریه (فوریه–اوت ۲۰۱۲)
  - هیئت نظارت سازمان ملل متحد در سوریه
- طرح صلح اخضر ابراهیمی برای سوریه (از ۱۷ اوت ۲۰۱۲)
- پیشنهادهای صلح آمریکا و روسیه در مورد سوریه – پیشنهاد مه ۲۰۱۳ برای سازماندهی کنفرانس صلح
  - کنفرانس ژنو ۲ دربارهٔ سوریه (ژانویه ۲۰۱۴)
- توافق آتش‌بس ۲۰۱۵ زبدانی بین اپوزیسیون سوریه و دولت اسد
- مذاکرات صلح وین برای سوریه
- ابتکار چهار کمیته
- ژنو ۳
- ژنو ۴

## آشتی دربحران یمن
- تلاش برای آشتی در بحران یمن
- انتخابات ریاست‌جمهوری یمن (۲۰۱۲)

## گفتگوهای صلحفتح و حماس
- توافق‌نامه مکه فتح و حماس (۲۰۰۷)
- قراردادهای قاهره (۲۰۱۱)
- توافقنامه دوحه فتح و حماس (۲۰۱۲)
- قرارداد مه ۲۰۱۲ قاهره
- توافقنامه ۲۰۱۴ غزه فتح و حماس
- توافقنامه ۲۰۱۷ فتح و حماس

## مذاکرات هسته‌ای ایران
- تلاش‌های دیپلماتیک ۲۰۰۶ گروه ۱+۵
- تفاهم هسته‌ای لوزان
- توافق موقت ژنو بر روی برنامه هسته‌ای ایران (۲۰۱۳)
- برنامه جامع اقدام مشترک (۲۰۱۵)
- اجلاس ۲۰۱۹ ورشو

## پیشنهادهای صلحجنگ عراق
- قطعنامه ۱۴۴۱ شورای امنیت
- ابتکارات صلح شکست‌خورده عراق
- ابتکار ۲۰۰۶ رهبران عراق
- آزمایش‌های بلر برای خلع سلاح عراق

## ابتکارات صلحجنگ خلیج فارس
- کنفرانس صلح ژنو (۱۹۹۱)
- قطعنامه ۶۸۷ شورای امنیت (آوریل ۱۹۹۱)
- قطعنامه ۱۱۵۴ شورای امنیت

## مذاکراتدرگیری ترکیه و کردها
- مذاکرات صلح ترکیه و حزب کارگران کردستان (۱۹۹۹–۲۰۰۴، ناموفق)
- فرایند حل (۲۰۱۲–۲۰۱۵، ناموفق)

## صلح درجنگ داخلی لبنان
- توافق ۱۷ مه، در طول جنگ داخلی لبنان
- توافق سه جانبه (لبنان)، توافقنامه ۱۹۸۵ برای پایان دادن به جنگ داخلی لبنان
- توافق طائف، توافقنامه صلح جنگ داخلی لبنان
- توافقنامه دوحه (۲۰۰۸)، توافقنامه آشتی لبنان ۲۰۰۸، پس از بحران ۲۰۰۷–۲۰۰۸

## تلاش برای آرام کردنبحران قبرس
- تأسیس نیروی صلح سازمان ملل در قبرس (۱۹۶۴)
- قطعنامه ۳۵۵ شورای امنیت (۱۹۷۴)
- طرح اتحاد مجدد عنان برای قبرس
  - قطعنامه ۱۲۵۰ شورای امنیت (۱۹۹۹)
  - همه‌پرسی طرح عنان برای قبرس، ۲۰۰۴
- مذاکرات ۲۰۰۸–۲۰۱۲ قبرس
- مذاکرات ۲۰۱۴ قبرس
- مذاکرات ۲۰۱۵–۲۰۱۷ قبرس

## مذاکرات صلحدرگیری عراق و کردها
- قراردادهای صلح جنگ داخلی کردها (در سال ۱۹۹۷ نهایی شد)
- عهدنامه ۱۹۷۵ الجزایر
- مذاکرات صلح کرد و عراق (۱۹۷۰–۱۹۷۴، ناموفق)
- به رسمیت شناختن دولت کردستان توسط عراق

## دیپلماسی و پیمان‌های صلحاسرائیل و اعراب

### توافق‌های اتحادیه عرب و اسرائیل
- پیشنهادهای صلح کنت فولکه برنادوت (۱۹۴۸)
- قراردادهای آتش‌بس ۱۹۴۹
- قطعنامه ۲۴۲ شورای امنیت (۲۲ نوامبر ۱۹۶۷)
- مأموریت جارینگ (۱۹۶۷–۱۹۷۱)
- طرح آلون (۲۶ ژوئیه ۱۹۶۷)
- راجرز پلان (۱۹۶۹)
- پیمان کمپ دیوید (۱۹۷۸)
- پیمان صلح اسرائیل و مصر (۱۹۷۹)
- طرح فهد (۱۹۸۱)
- طرح ریگان (۱ سپتامبر ۱۹۸۲)
- ابتکار فاس (۹ سپتامبر ۱۹۸۲)
- توافق ۱۷ مه، تلاش نافرجام برای صلح بین لبنان و اسرائیل (۱۹۸۳)
- پیمان صلح اسرائیل–اردن (۱۹۹۴)
- ابتکار صلح عرب (۲۸ مارس ۲۰۰۲)
- پیمان ابراهیم (۲۰۲۰)
- توافق عادی‌سازی اسرائیل و سودان (۲۰۲۰)

### فرایند صلح اسرائیل–فلسطین
- کنفرانس مادرید (۱۹۹۱)
- پیمان‌های اسلو (۱۹۹۳)
- یادداشت رودخانه وای (۲۳ اکتبر ۱۹۹۸)
- نشست کمپ دیوید (۲۰۰۰)
- پارامترهای کلینتون (۲۳ دسامبر ۲۰۰۰)
- نشست سران تابا (ژانویه ۲۰۰۱)
- ابتکار صلح عرب (مارس، ۲۰۰۲)
- طرح صلح ایلان (یا «ابتکار اسرائیل») (۲۰۰۲)
- صدای مردم (۲۷ ژوئیه ۲۰۰۲)
- نقشه راه برای صلح (۳۰ آوریل ۲۰۰۳)
- توافق ژنو (۲۰ اکتبر ۲۰۰۳)
- اجلاس ۲۰۰۵ شرم‌الشیخ (۸ فوریه ۲۰۰۵)
- طرح صلح خاورمیانه فرانسوی-ایتالیایی-اسپانیایی ۲۰۰۶
- چاره یک‌کشوری
  - اسراتین  (۸ مه ۲۰۰۳)
- چاره دو کشوری
- چاره سه کشوری
- ابتکار صلح اسرائیل (۶ آوریل ۲۰۱۱)
- پارامترهای جان کری (۲۸ دسامبر ۲۰۱۶)

## قراردادهای صلحجنگ استقلال ترکیه
- پیمان الکساندراپول (۱۹۲۰)
- پیمان صلح کیلیکیه (۱۹۲۱)
- پیمان مسکو (۱۹۲۱)
- عهدنامه قارص (۱۹۲۱)
- پیمان آنکارا (۱۹۲۱)
- کنفرانس لندن (۱۹۲۱–۱۹۲۲)
- پیمان لوزان (۱۹۲۳)
- پیمان صلح مودانیا (۱۹۲۲)

## جنگ جهانی اولو توافق‌های پس از جنگ
- توافق‌نامه سایکس–پیکو ۱۹۱۶
- مکاتبات مک ماهون–حسین ۱۹۱۶
- معاهده سور ۱۹۲۰
- کنفرانس صلح پاریس
- توافقنامه فیصل–وایزمن (۱۹۱۹)

## پیمان‌های صلح مرتبط باعربستان سعودی
- پیمان العقیر